# Grzegorz Kozera
Grzegorz Kozera (ur. 20 marca 1963 w Starachowicach) – polski prozaik, poeta i dziennikarz.
W latach 1987–2006 był dziennikarzem kieleckiego dziennika Słowo Ludu; od 2007 do 2008 redaktorem naczelnym wydawnictwa muzycznego Ferment. 

## Działalność literacka
Jego debiut poetycki przypada na rok 1989, kiedy wydał pierwszy tomik wierszy Upadek. W dorobku Kozery są także książki poetyckie: Strip-tease, Piosenka powieszonego amanta, Niebieski motyl i inne wiersze, Sierżant Garcia nie żyje, Data. Jego wiersze ukazywały się ponadto w ogólnopolskich antologiach i były tłumaczone na język angielski i czeski.  
W 2004 Kozera zadebiutował jako prozaik, wydając powieść o uzależnieniu alkoholowym Biały Kafka. Jego twórczość prozatorska jest zróżnicowana gatunkowo. Droga do Tarvisio jest powieścią współczesną, Berlin, późne lato – wojenną, Co się zdarzyło w hotelu Gold – połączeniem kryminału, powieści historycznej i obyczajowej. Z kolei Króliki Pana Boga są nawiązaniem do powieści Berlin, późne lato. Jego Trylogię niemiecką dopełnia powieść Noc w Berlinie. W 2008 ukazał się zbiór Kozery pt. Kuracja. Opowiadania sanatoryjne, na podstawie którego Polskie Radio Kielce przygotowało w 2015 cykl słuchowisk.

## Nagrody i wyróżnienia
W 2013 otrzymał Świętokrzyską Nagrodę Kultury I stopnia, przyznawaną przez marszałka województwa świętokrzyskiego, a w 2014 – Nagrodę I stopnia Miasta Kielce za osiągnięcia w twórczości artystycznej, tę samą nagrodę przyznano mu w roku 2022.
Powieść Berlin, późne lato znalazła się w 2014 na liście książek zakwalifikowanych do Literackiej Nagrody Europy Środkowej Angelus, podobnie jak powieść Króliki Pana Boga w 2016. 

## Twórczość
- Upadek (wiersze) 1989
- Strip-tease (wiersze) 1989
- Piosenka powieszonego amanta (wiersze) 1993
- Niebieski motyl i inne wiersze (wiersze) 1995
- Sierżant Garcia nie żyje (wiersze) 1998
- Biały Kafka (powieść) 2004, wznowienie 2014
- Kuracja (opowiadania) 2008
- Data (wiersze) 2011
- Droga do Tarvisio (powieść) 2012
- Berlin, późne lato (powieść) 2013
- Co się zdarzyło w hotelu Gold (powieść) 2014
- Króliki Pana Boga (powieść) 2015